# Boletina oreadophila
Boletina oreadophila är en tvåvingeart som beskrevs av Chandler 1995. Boletina oreadophila ingår i släktet Boletina och familjen svampmyggor.
Artens utbredningsområde är Tjeckien. Inga underarter finns listade i Catalogue of Life.